# Milcząca przeszłość
Milcząca przeszłość (fran. Le silence de l'épervier, 2008) – francuski serial obyczajowy stworzony przez Yanna Le Niveta, Yvesa Ramoneta i Stéphane Keller.
Światowa premiera serialu miała miejsce 18 kwietnia 2008 roku na francuskim kanale France 2. W Polsce serial jest nadawany na kanale Filmbox.

## Opis fabuły
Serial opowiada o losach bogatych rodzin Vivierów i Carscaców, mieszkających w Bordeaux w czasie II wojny światowej.

## Obsada
- Line Renaud jako Margot Vivier-Lefort
- Florence Thomassin jako Anne Vivier
- Michel Lonsdale jako Antoine Carsac
- Patrick Fierry jako Éric Carsac
- Michel Duchaussoy jako Paul Lefort
- Laurent Bateau jako Julien Lefort
- Karine Lazard jako Ève Lefort
- Éléonore Gosset jako Justine Lefort
- Clara Ponsot jako Elsa Vivier
- Norbert Haberlick jako Sandoval
- Jérôme Bertin jako Sébastien Forrest
- Virginie Théron jako Béatrice Carsac
- Olivier Pagès jako David Feuerman
- Jean-Marie Winling jako Sarrot
- Jérôme Thibault jako Étienne Fournier
- Gérard Bayle jako Marty
- Jules Ferran jako Spadini